# هيو مونتغومري
هيو مونتغومري (بالإنجليزية: Hugh Lowell Montgomery)‏ (و. 1944  م) هو رياضياتي، وأستاذ جامعي أمريكي، ولد في مونسي، هو عضوٌ في مجتمع الرياضيات الأمريكي.

## التعليم
تعلم في جامعة كامبريدج
.

## جوائز
حصل على جوائز منها:
- جائزة سالم (1974)
- جائزة آدمز (1972)
- زميل الجمعية الأمريكية للرياضيات
- منحة رودس